# Lista de bandeiras sudanesas
A seguir esta é uma lista de bandeiras usadas no Sudão.

## Bandeira nacional
| Bandeira | Data          | Uso                                   | Descrição                                                                                     |
| -------- | ------------- | ------------------------------------- | --------------------------------------------------------------------------------------------- |
|          | 1970-presente | Bandeira do Sudão                     | Uma bandeira tricolor horizontal de vermelho, branco e preto; com um triângulo verde na base. |
|          | 1970-presente | Bandeira do Sudão (variação 2:3)      |                                                                                               |
|          | 1970-presente | Bandeira do Sudão (variante vertical) | [ 3 ]                                                                                         |

## Bandeira do governo
| Bandeira | Data          | Uso                             | Descrição |
| -------- | ------------- | ------------------------------- | --- |
|          | 1970-presente | Bandeira do Presidente do Sudão | Uma bandeira tricolor horizontal de vermelho, branco e preto; com um triângulo verde na base da talha e o emblema nacional no centro da faixa branca. |

## Bandeiras dos grupos étnicos
| Bandeira | Data       | Uso                 | Descrição |
| -------- | ---------- | ------------------- | --- |
|          | ?-presente | Bandeira dos tubus  | Uma faixa horizontal bicolor de amarelo e preto dividida por duas linhas de vermelho e azul e uma estrela preta no centro da faixa amarela. |
|          | ?-presente | Bandeira dos hauçás | Um campo branco com o Dagin Arewa ou nó do Norte no centro.                                                                                 |

## Bandeiras militares
| Bandeira | Data          | Uso                                              | Descrição                                                                                               |
| -------- | ------------- | ------------------------------------------------ | --- |
|          | 1956-presente | Bandeira da Força Aérea Sudanesa                 | Um campo azul com a bandeira nacional do cantão desfigurada com o emblema da força aérea.               |
|          | 1970-presente | Bandeira Naval do Sudão                          | Um campo branco com a bandeira nacional do cantão.                                                      |
|          | 2010-presente | Bandeira da 9ª Divisão Aerotransportada Sudanesa | Um campo vermelho com uma inscrição árabe dourada para cima e para baixo e o emblema dourado no centro. |

## Bandeiras de partidos políticos
| Bandeira | Data          | Uso                                                          | Descrição |
| -------- | ------------- | ------------------------------------------------------------ | --- |
|          | 1923-1924     | Bandeira da Liga da Bandeira Branca                          | Um campo branco com a bandeira do Reino do Egito no cantão e um contorno do rio Nilo em azul ao longo do lado da frente.                                                                                          |
|          | 1945-presente | Bandeira do Partido Nacional Umma                            | |
|          | 1946-presente | Bandeira do Partido Comunista Sudanês                        | Um campo vermelho com inscrições árabes brancas onde se lê "Partido Comunista Sudanês". |
|          | 1952-presente | Bandeira do Partido Unionista Democrático                    | Uma bandeira tricolor horizontal de azul, amarelo e verde; idêntica à primeira bandeira do Sudão independente usada entre 1956 e 1970.                                                                            |
|          | 1965-1970     | Bandeira da Frente de Libertação da Azânia                   | |
|          | 1957-presente | Bandeira do Congresso de Beja                                | Uma bandeira tricolor horizontal de azul, amarelo e verde com uma barra vermelha vertical de 1⁄4 de largura no mastro.                                                                                            |
|          | 1971-1985     | Bandeira da União Socialista Sudanesa                        | Um campo branco com o logotipo do partido no centro. |
|          | 2002-presente | Bandeira do Movimento/Exército de Libertação do Sudão        | Quatro faixas horizontais de preto, vermelho, azul e verde com uma estrela branca no centro. |
|          | 2011-presente | Bandeira do Movimento de Libertação do Povo do Sudão - Norte | Uma bandeira tricolor horizontal de preto, vermelho e azul, com listras brancas; com um triângulo equilátero verde no lado do mastro, ostentando uma estrela dourada de cinco pontas dentro de um disco vermelho. |
|          | 2011-presente | Bandeira da Frente Revolucionária do Sudão                   | Uma bandeira tricolor horizontal de preto, vermelho e verde; carregada com uma estrela azul de cinco pontas dentro de um disco amarelo no centro.                                                                 |

## Bandeira subnacional
| Bandeira | Data       | Uso                              | Descrição |
| -------- | ---------- | -------------------------------- | --------- |
|          | ?-presente | Bandeira do Estado do Nilo Azul  |           |
|          | ?-presente | Bandeira de Darfur Central       |           |
|          | ? -Hoje    | Bandeira de Darfur do Norte      |           |
|          | ? -Hoje    | Bandeira de Darfur do Sul        |           |
|          | ?-presente | Bandeira de Darfur Ocidental     |           |
|          | ?-presente | Bandeira do estado de Cassala    |           |
|          | ?-presente | Bandeira do Estado de Cartum     |           |
|          | ?-presente | Bandeira do Estado de Al Qadarif |           |
|          | ?-presente | Bandeira do Estado do Rio Nilo   |           |
|          | ?-presente | Bandeira da área de Abiei        |           |

## Bandeiras históricas

### Macúria
| Bandeira | Data     | Uso                          | Descrição                                     |
| -------- | -------- | ---------------------------- | --------------------------------------------- |
|          | 400-1590 | Bandeira do Reino da Macúria | Um campo branco com uma cruz preta no centro. |

### Alódia
| Bandeira | Data     | Uso                         | Descrição                                                                           |
| -------- | -------- | --------------------------- | ----------------------------------------------------------------------------------- |
|          | 500-1500 | Bandeira do Reino da Alódia | Um campo dourado com um disco branco no centro e uma cruz vermelha dentro do disco. |

### Império Otomano(Sudão Turco-Egípcio)
| Bandeira | Data      | Uso                                                   | Descrição                                                                                  |
| -------- | --------- | ----------------------------------------------------- | ------------------------------------------------------------------------------------------ |
|          | 1820-1844 | Bandeira do Império Otomano                           | Um campo vermelho com uma lua crescente branca e uma estrela de oito pontas.               |
|          | 1844-1899 | Bandeira do Império Otomano                           | Um campo vermelho com uma lua crescente branca e uma estrela de cinco pontas.              |
|          | 1820-1844 | Bandeira do Egito Otomano                             | Bandeira vermelha com um crescente branco contendo uma estrela branca de sete pontas.      |
|          | 1844-1867 | Bandeira do Egito Otomano introduzida por Maomé Ali   | Bandeira vermelha com um crescente branco contendo uma estrela branca de cinco pontas.     |
|          | 1867-1881 | Bandeira do Quedivato do Egito                        | Bandeira vermelha com um crescente branco, contendo três estrelas brancas de cinco pontas. |
|          | 1881-1899 | Bandeira do Quedivato do Egito sob ocupação britânica | Idêntica à bandeira nacional usada entre 1844 e 1867.                                      |

### Sudão Madista
| Bandeira | Data      | Uso                                                        | Descrição                                                                         |
| -------- | --------- | ---------------------------------------------------------- | --------------------------------------------------------------------------------- |
|          | 1881-1899 | Bandeira usada durante a Guerra Madista e no Sudão Madista | Um campo dourado com bordas azuis e vermelhas e uma escrita árabe azul no centro. |
|          | 1881-1899 | Estandarte Negro usado no Sudão Madista                    | Um campo preto simples.                                                           |

### Sudão Anglo-Egípcio
| Bandeira | Data          | Uso | Descrição |
| -------- | ------------- | --- | --- |
|          | 1899-1956     | Bandeira do Reino Unido, também conhecida como Union Jack | Uma sobreposição das bandeiras da Inglaterra e da Escócia com a Bandeira de São Patrício (representando a Irlanda). |
|          | 1899-1914     | Bandeira do Quedivato do Egito sob ocupação britânica | Idêntica à bandeira nacional usada entre 1844 e 1867. |
|          | 1914-1922     | Bandeira do Sultanato do Egito | Bandeira vermelha com três crescentes brancos, cada um contendo uma estrela branca de cinco pontas. |
|          | 1922-1956     | Bandeira do Reino do Egito e Bandeira Co-Oficial da República Árabe do Egito | Bandeira verde com um crescente branco contendo três estrelas brancas de cinco pontas. |
|          | 1952-1956     | Bandeira da Revolução Egípcia de 1952 e da República do Egito A bandeira monárquica verde permaneceu como bandeira nacional do Egito até 1958, mesmo após a proclamação da República. | Após a Revolução de 1952, os Oficiais Livres mantiveram a bandeira do Reino, mas também introduziram as cores da antiga bandeira da República do Egito, com faixas horizontais vermelhas, brancas e pretas, com o emblema da Revolução, a Águia de Saladino, na faixa central, com um escudo verde com um crescente branco e cinco estrelas. |
|          | 1899-1956     | Bandeira do Governador Geral Britânico | Uma Union Jack desfigurada com o emblema do Sudão. |
|          | 1925-1956     | Bandeira da Força de Defesa do Sudão | Uma tricolor horizontal de preto (acima), branco e preto com 2 espadas cruzadas no centro. |
|          | Abril de 1955 | Bandeira provisória do Sudão usada durante a Conferência de Bandungue (abril de 1955)                                                                                                 | Um campo branco com o nome do país escrito em vermelho no centro. |

### Independência
| Bandeira | Data      | Uso                                            | Descrição                                          |
| -------- | --------- | ---------------------------------------------- | -------------------------------------------------- |
|          | 1956-1970 | Bandeira do Sudão Independente                 | Um tricolor horizontal de azul, amarelo e verde.   |
|          | 1956-1970 | Bandeira do Sudão Independente (proporção 2:3) |                                                    |
|          | 1962-1970 | Bandeira Naval do Sudão                        | Um campo branco com a bandeira nacional do cantão. |
|          | 1956-1970 | Bandeira do Serviço Aduaneiro Sudanês          | [ 17 ]                                             |